# Bryum eremaeum
Bryum eremaeum är en bladmossart som beskrevs av Catcheside, Magnus Spence och Helen Patricia Ramsay 1996. Bryum eremaeum ingår i släktet bryummossor, och familjen Bryaceae. Inga underarter finns listade i Catalogue of Life.